# St. Mariä Empfängnis (Holsterhausen)

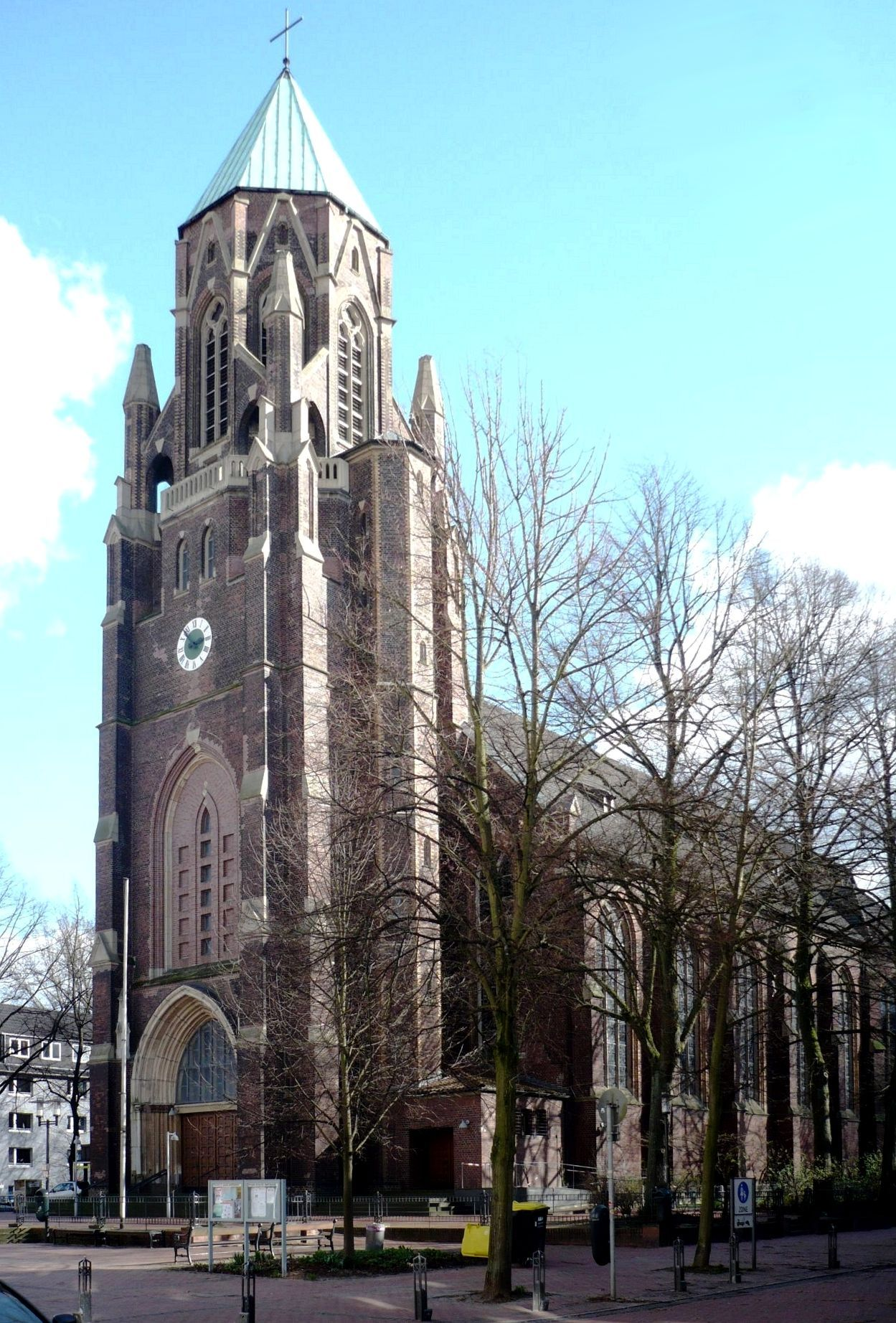
St. Mariä Empfängnis

Die Kirche St. Mariä Empfängnis ist ein römisch-katholisches Kirchengebäude im Essener Stadtteil Holsterhausen. Sie wurde von 1895 bis 1897 erbaut.

## Geschichte
1887 wurde ein Kirchbauverein für Holsterhausen gegründet, der sich jedoch in der Folgezeit zerstritt und aufteilte. Aus dem Verein im nördlichen Holsterhausen ging der Bau der St.-Mariä-Geburt-Kirche an der Steinforthstraße (heute Harkortstraße) hervor, während im südlichen Ortsgebiet im Frühjahr 1895 der Grundstein für St. Mariä Empfängnis gelegt wurde. 1897 war der Kirchbau mit Turm fertiggestellt. Der Architekt war Josef Seché. Der starke Anstieg der Bevölkerung durch Einwanderung von Arbeitskräften für den Steinkohlenbergbau und die Stahlindustrie, insbesondere für die Krupp Gussstahlfabrik, machte die Errichtung der neuen Kirche St. Mariä Empfängnis in Holsterhausen notwendig. Auch der weite Weg zur bisherigen Pfarrkirche St. Johann im Essener Stadtkern war ausschlaggebend. In den ersten Jahren der neuen Kirche waren hier im Rektorat zwei Hilfsgeistliche angestellt. Im Jahr 1903 wurde Mariä Empfängnis zur selbständigen Pfarrei erhoben.
Im Zweiten Weltkrieg im April 1944 wurde das Kirchengebäude bis auf die Außenmauern zerstört. Nach dem Krieg hatte die Gemeinde eine Notkirche hinter dem im Volksmund Holstehauser Dom genannten Kirchengebäude an der Barthel-Bruyn-Straße eingerichtet.
1951 bis 1952 wurde die Kirche durch Architekt Willy Weyres und Schneider wiederaufgebaut. Dieser erfolgte mit einigen Änderungen; unter anderem wurde die Turmspitze gedrungener ausgeführt und das hohe mittlere Fenster im Altarraum durch ein Triptychon aus dem Leben Marias ersetzt.
Zwischen 1988 und 1993 wurde das Gotteshaus aufwändig restauriert.

### Glocken
Wie ein altes Abrechnungs- und Kassenbuch der Glockengießerei Otto aus Hemelingen/Bremen zeigt, lieferte sie im Jahr der Fertigstellung des Kirchbaus für St. Mariä Empfängnis vier Bronzeglocken, drei Läuteglocken und eine Dachreiterglocke. Die drei Läuteglocken haben die Glockenvernichtungen der beiden Weltkriege überstanden. Wie eine Begehung im August 2011 zeigte, hängen die drei Läuteglocken auch heute noch in der Glockenkammer des Kirchturms.
| Nr. | Name | Durchmesser (mm) | Masse (kg, ca.) | Schlagton (HT-1/16) | Inschrift | Gießer                         | Gussjahr |
| 1   | –    | 1.430            | 1.800           | d′                  | –         | F. Otto, Hemelingen bei Bremen | 1897     |
| 2   | –    | 1.290            | 1.298           | e′                  | –         | F. Otto, Hemelingen bei Bremen | 1897     |
| 3   | –    | 1.210            | 1.085           | f′                  | –         | F. Otto, Hemelingen bei Bremen | 1897     |

## Gemeinde
Die Gemeinde St. Mariä Empfängnis refusionierte 2006 mit der Gemeinde St. Stephanus, die 1930 aus dieser herausgelöst worden war. Seit 2008 gehört St. Mariä Empfängnis zur Pfarrgemeinde St. Antonius.